# Callochiton rufus
Callochiton rufus är en blötdjursart som beskrevs av Edwin Ashby 1900. Callochiton rufus ingår i släktet Callochiton och familjen Ischnochitonidae. Inga underarter finns listade i Catalogue of Life.